# Belle Alliance Plantation
Belle Alliance es una casa de plantación de renacimiento italiano y griego en la parroquia de Asunción, Luisiana, EE. UU. Es el mismo nombre de la comunidad no incorporada de Belle Alliance.
El pueblo y la plantación están ubicados en la orilla este de Bayou Lafourche, a unas 5 millas (8 km) al suroeste de Donaldsonville y aproximadamente 0,62 millas (1 km) al noreste de Belle Rose.
Durante la década de 1770, estos 7000 acres (28,3 km²)   la parcela fue otorgada a Don Juan Vives, médico y militar del gobierno español. La casa de la plantación Belle Alliance fue construida por Charles Anton Kock, un plantador exitoso que utilizó el trabajo forzado de personas esclavizadas para cultivar azúcar y también era dueño de la plantación St. Emma alrededor de 1846.
La casa de la plantación se incluyó en el Registro Nacional de Lugares Históricos en 1998. 